# 伊戈尔·普罗蒂
伊戈尔·普罗蒂（義大利語：Igor Protti，1967年9月24日—），男，意大利足球运动员。他曾当选1995-1996赛季意甲联赛最佳射手。